# Sant Pau del Colomer
Sant Pau del Colomer és una església d'Alpens (Lluçanès) inclosa a l'Inventari del Patrimoni Arquitectònic de Catalunya.

## Descripció
Sant Pau de Colomer o de Terrades és una petita església molt transformada situada davant el mas Colomer, a uns 50 metres. La capella està precedida per una doble escalinata força monumental. És d'una sola nau i absis semicircular. L'edifici original fou modificat amb alguns elements; es conserven íntegres la nau i l'absis romànic del segle xii. L'absis és llis i només mostra una obertura de doble esqueixada parcialment tapada l'interior. Al mur de migdia s'hi feu la portalada rectangular precedida d'un porxo sostingut per tres columnes de fust octogonal; al costat hi ha la sagristia afegida al segle xix. També fou modificat el petit campanar quadrangular, i l'òcul de la façana de ponent. La nau fou reformada després de 1939, i tot el seu interior fou recobert amb un aplacat de lloses de pedra agafades amb morter de ciment.

## Història
El lloc de Terrades apareix documentat el 1074, quan el noble Folc feu donació a Santa Maria de Ripoll d'un mas situat a Terrades, que pertanyia a la parròquia de santa Maria d'Alpens. A partir de 1600 el lloc de Terrades fou substituït pel de Colomer, corresponent al d'un mas proper.
L'església és coneguda des del 1190, per unes deixes testamentàries (apareix altra vegada el 1322 i 1437). Successives transformacions (1737,1887,1947) canviaren l'aspecte originari d'aquesta església, si bé s'ha conservat i assegurat la solidesa del seu edifici.
L'any 1947 Pau Macià i Pons decorà amb pintures l'absis.